# 난징 군구
난징 군구(중국어: 南京軍區)는 장쑤성 난징시에 본부를 두고 있는 중국 인민해방군을 관리하는 7대 군구의 하나이다. 남경을 중심으로 상하이 시, 장쑤성, 저장성, 푸젠성, 장시성, 안후이성 지역에 있는 모든 육군, 해군, 공군을 통합 관리한다.

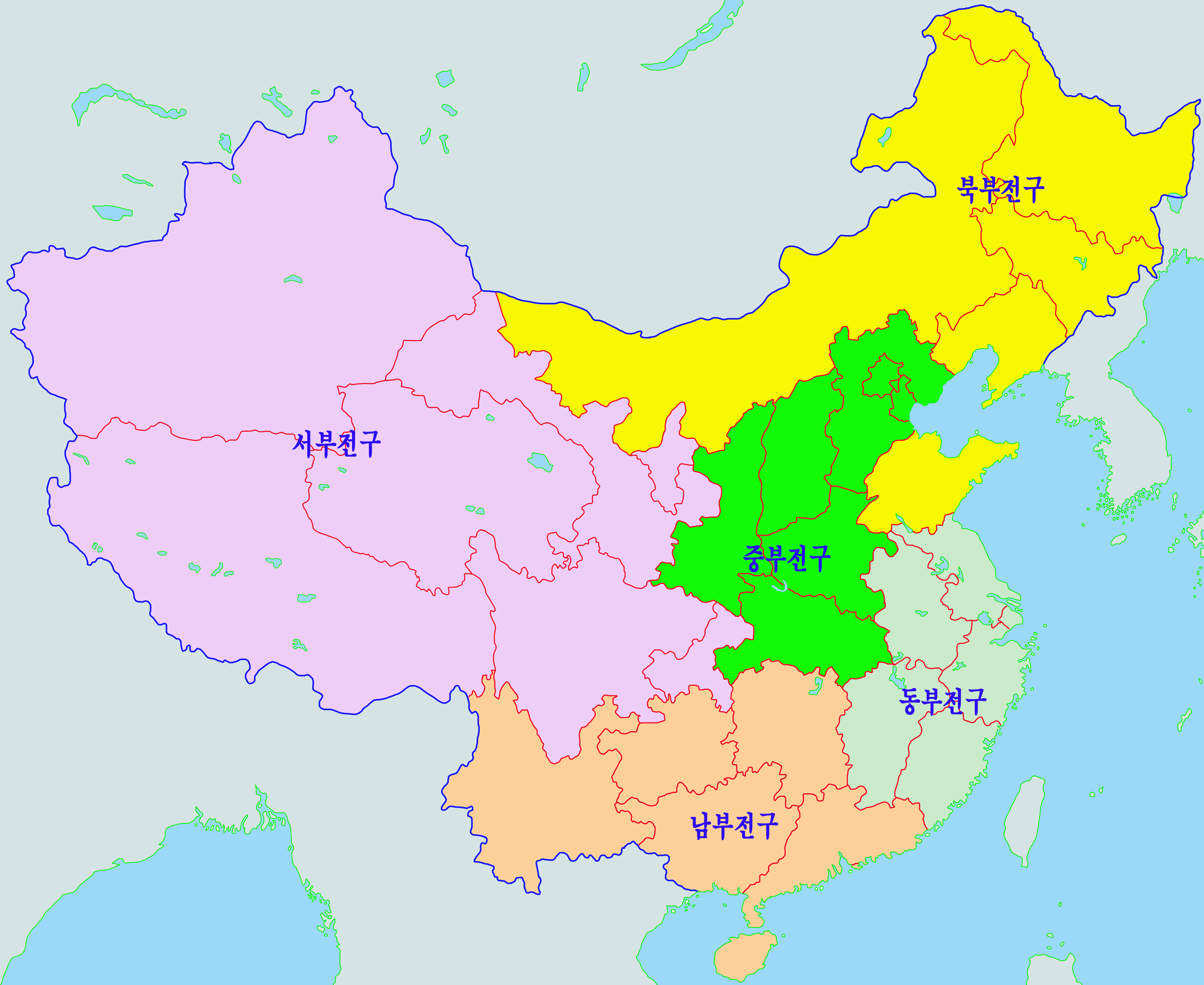
2016년 개편된 중국 인민해방군 5대 전구

2016년 7개 군구들이 5대 전구 체제로 개편되면서 동부전구로 재편되었다.
군구사령관은 蔡英挺, 군구 정치위원은 郑卫平이었다.

## 편성
성급 군구
- 안후이성 성급군구(安徽省 省級軍区)
- 장쑤성 성급군구(江蘇省 省級軍区)
- 상해경비구(上海警备區)
  - 제1보병여단(第1歩兵旅團)
- 져장성 성급군구(浙江省 省級軍區)
- 장시성 성급군구(江西省 省級軍區)
- 푸첸성 성급군구(福建省 省級軍區)

육군
- 제72 집단군 73011부대 사령부=浙江省 湖州 (구 제1집단군)
  - 제10장갑사단(第10裝甲師團)
  - 제1기계화보병사단(第1機械化歩兵師團)
  - 제3보병여단(第3歩兵旅團)
  - 방공포여단(防空砲旅團)
  - 포병여단(砲兵旅團)
- 제73 집단군 73111부대 사령부=福建省 厦門市 同安県 (구 제31집단군)
  - 제86보병사단(第86歩兵師團)
  - 제91보병사단(第91歩兵師團)
  - 제92보병여단(第92歩兵旅團)
  - 장갑여단(裝甲旅團)
  - 방공포여단(防空砲旅團)
  - 포병여단(砲兵旅團)

- 제75 집단군 73061부대 사령부=江蘇省 徐州 (구 제12집단군) : 남부전구로 전속
  - 제34자동화보병여단(第34歩兵旅團)
  - 제36자동화보병사단(第36歩兵師團)
  - 제179자동화보병여단(第179歩兵旅團)
  - 제2장갑사단(第2装甲師團)

공군
- 남경군구공군(南京軍區空軍) 2개 공군 배정
  - 제3항공사단(第3航空師團) 전투기
  - 제10항공사단(第10航空師團) 폭격기
  - 제14항공사단(第14航空師團) 전투기
  - 제26항공사단(第26航空師團) 전투기
  - 제28항공사단(第28航空師團) 전투공격기
  - 제29항공사단(第29航空師團) 전투기

해군
- 동해함대(海軍 東海艦隊)

무장경찰(武装警察)
- 무장경찰 제93사단(武装警察第93師團)
- 무장경찰 제18사단(武装警察第18師團)
- 무장경찰 제2사단(武装警察第2師團)

## 같이 보기
- 동부전구
- 남부전구
- 청두 군구
- 란저우 군구